# Ramón Gil de la Cuadra
Ramón Gil de la Cuadra (Valmaseda, 8 de julio de 1775 - Madrid, 1860) fue un político y científico español.

## Biografía
Ramón Gil de la Cuadra era hijo de Joaquín Gil de la Quadra y de Vicenta Rubio de Berriz. Formó parte de la Junta de Instrucción Pública que la Secretaría de Despacho de la Gobernación constituyó en marzo de 1813. Junto a Martín González de Navas, José de Vargas Ponce, Eugenio de Tapia, Diego Clemencín y Manuel José Quintana, Ramón Gil de la Cuadra firmó el informe sobre la reforma general de la educación nacional que redactó la Comisión en apenas seis meses. El informe fue elaborado en la ciudad de Cádiz y firmado el 9 de septiembre de 1813 por los miembros de la Junta y en su mayoría diputados a Cortes.

## Ideario
Hombre de espíritu ilustrado, viajó por las colonias españolas, en especial en Latinoamérica. Fruto de sus viajes es la obra Tablas comparativas de todas las sustancias metálicas para conocerlas y distinguirlas por medio de sus caracteres exteriores. Permaneció un tiempo en Filipinas y en Estados Unidos, donde participó en las conversaciones con el gobierno de dicho país en la delimitación de las fronteras en América del Norte del Imperio español de la época.

## Exilio
Durante la Restauración absolutista en la persona de Fernando VII, fue un ferviente liberal, siendo ministro de Ultramar durante el Trienio. Con la caída de los liberales, permaneció en el exilio en el Reino Unido, momento que aprovechó para viajar a las colonias inglesas de ultramar. Con la muerte de Fernando VII regresó a España, participando como prócer del Reino de 1834 a 1835, en los gobiernos de la regencia durante la minoría de edad de Isabel II como ministro de Gobernación y Fomento en 1836 y de Marina y Comercio en 1837. Fue designado senador por la provincia de Tarragona en 1841, senador vitalicio en 1849 y ocupó un puesto como miembro del Consejo de Estado.